# فترة سينغوكو
فترة المقاطعات المتحاربة أو «سن غوكو جيداي» (戦国時代): من فترات التاريخ الياباني تخللتها الحرب الأهلية شبه المستمرة والاضطرابات الاجتماعية من 1467 إلى 1615.
بدأت فترة سينجوكو مع حرب أونين عام 1467 والتي أسقطت نظام الإقطاع الياباني تحت حكم شوغونية أشيكاغا. قاتل العديد من أمراء الحرب وعشائر الساموراي للسيطرة على اليابان وملء فراغ السلطة، في حين ظهر فريق إيكو-إيكي ليقاتل ضد حكم الساموراي. أدى وصول الأوروبيين في عام 1543 إلى إدخال أسلحة القربينة في الحرب اليابانية، وأنتهى وضع اليابان كدولة رافدة للصين في عام 1549. قام أودا نوبوناغا بإنهاء سلطة أشيكاغا عام 1573 وأطلق عدة حروب لتوحيد اليابان بالقوة، بما في ذلك حرب إيشيياما هونغانجي، حتى وفاته في حادثة هونوجي في عام 1582. أكمل خليفته تويوتومي هيده-يوشي حملته لتوحيد اليابان وعزز حكمه بالعديد من الإصلاحات المهمة. أطلق هيديوشي عدة غزوات على كوريا في عام 1592، لكنه فشل وضعفت مكانته قبل وفاته في عام 1598. خلفه ابنه الصغير تويوتومي هيديوري، ولكن أزاحه توكوغاوا إيه-ياسو في معركة سيكيغاهارا في عام 1600 وأعاد تأسيس النظام الإقطاعي تحت حكم شوغونية توكوغاوا. انتهت فترة سينجوكو بهزيمة الموالين لتويوتومي في حصار أوساكا عام 1615.
تم تسمية فترة سينغوكو من قبل المؤرخين اليابانيين بعد حقبة الممالك المتحاربة وغير ذات الصلة في الصين. تعترف اليابان الحديثة بنوبوناغا وتويوتومي وتوكوغاوا على أنهم الثلاثة «الموحدون الكبار» للحكومة المركزية في البلاد.

## اقرأ أيضا
- «فترة موروماتشي» (室町時代)
- «حروب أونين» (応仁)

### سيرة بعض زعماء الحرب للفترة
- «تاكيدا شين-غن» (武田 信玄) ع (1521-1573 م.)
- «أوئي-سوغي كن-شين» (上杉謙信) ع (1530-1578 م.)
- «أودا نوبوناغا» (織田 信長) ع (1534-1582 م)
- «تويوتومي هيده-يوشي» (豊臣秀吉) ع (1536-1598 م)
- «توكوغاوا إيئه-ياسو» (徳川 家康) ع (1543-1616 م)